# Combustión latente
La combustión latente es una reacción exotérmica sin llama que se propaga en combustibles porosos. Muchos materiales pueden experimentar una combustión latente, como por ejemplo: el carbón, la celulosa, la madera, el algodón, el tabaco, la turba, el humus, los jabones sintéticos, los polímeros carbonizados incluyendo la espuma de poliuretano, y algunos tipos de polvo. 

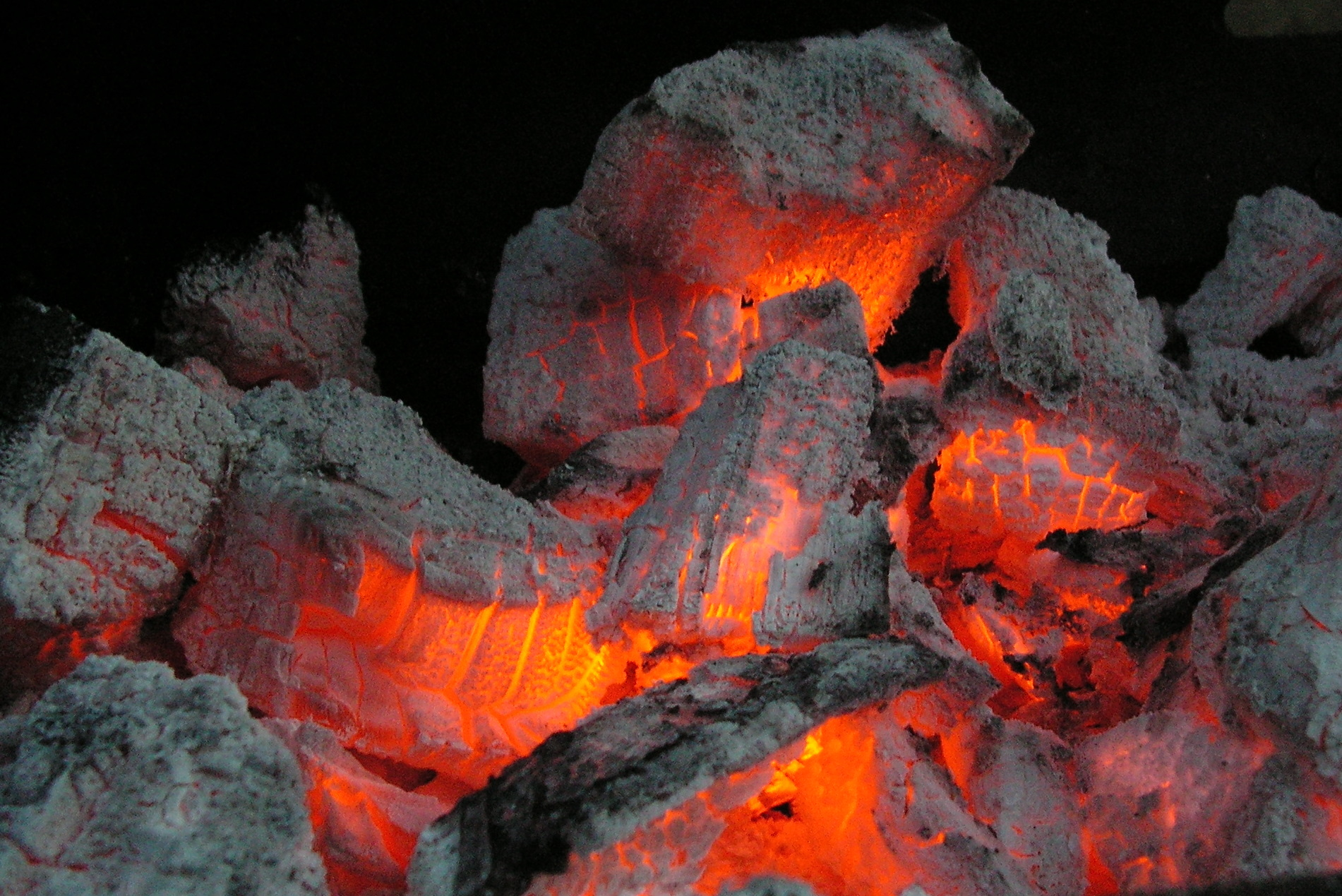
Combustión latente de brasas incandescentes
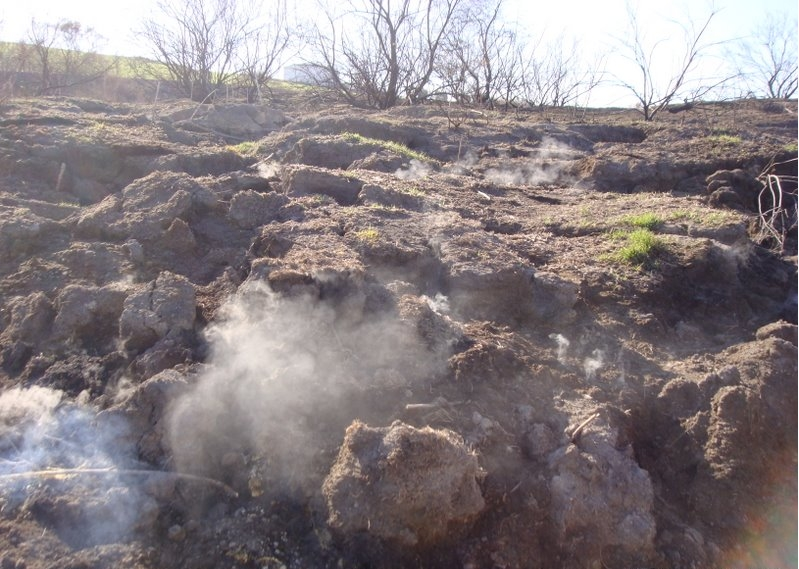
Combustión latente de turba
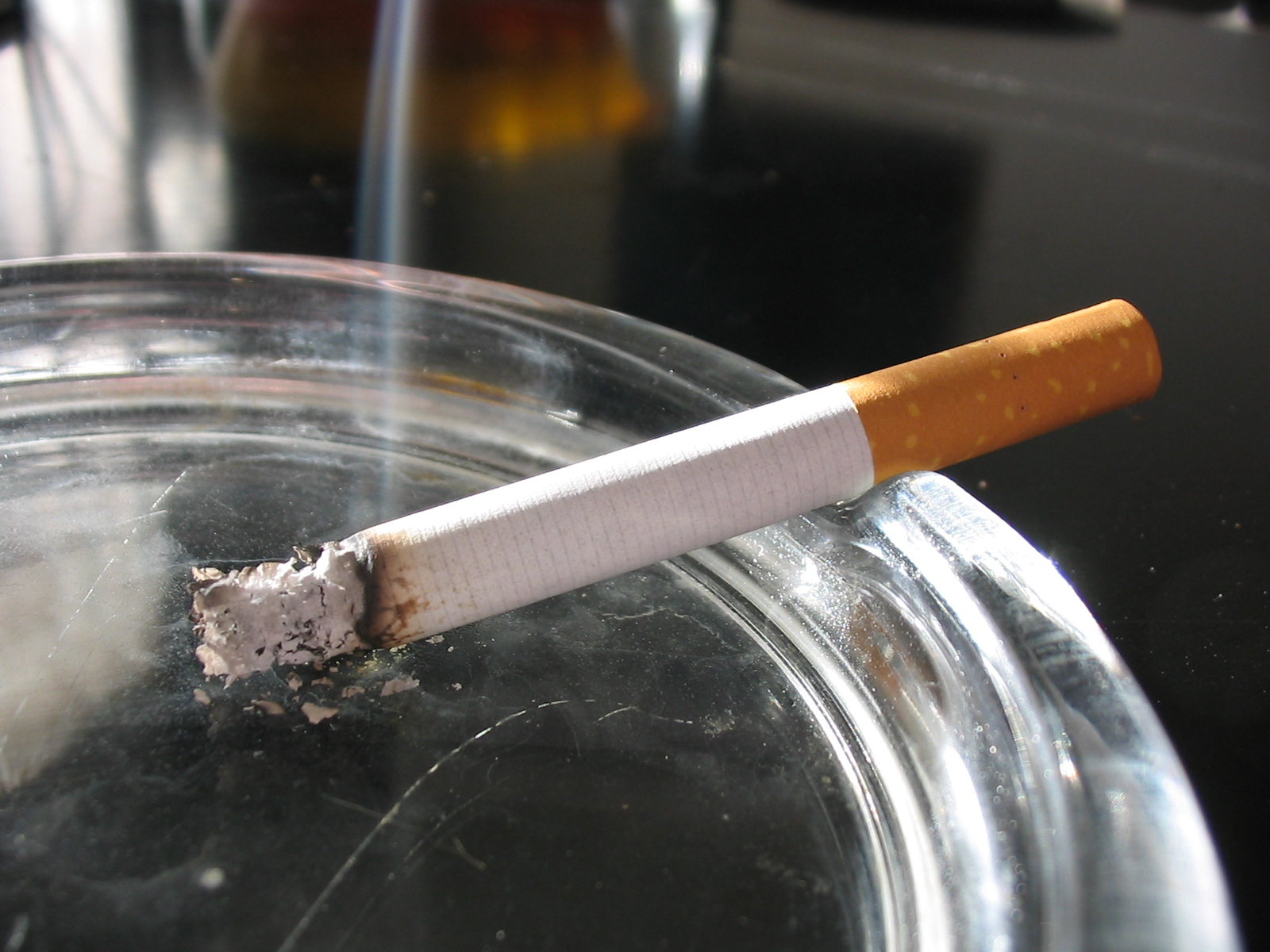
Cigarrillo

Un ejemplo común de una combustión latente es el inicio de un fuego en una casa cuando sobre la moqueta cae una fuente de calor débil (p.e., un cigarro, o se produce un cortocircuito), o la continua combustión de biomasa tras el frente de llama en un incendio forestal.